# Niemirki
Niemirki [ɲeˈmirki] est un village polonais de la gmina de Jabłonna Lacka dans le powiat de Sokołów et dans la voïvodie de Mazovie, au centre-est de la Pologne.
Il est situé à environ 3 kilomètres au sud-est de Jabłonna Lacka, 17 kilomètres au nord-est de Sokołów Podlaski et à 104 kilomètres à l'est de Varsovie.